# نیروی رو به پایین

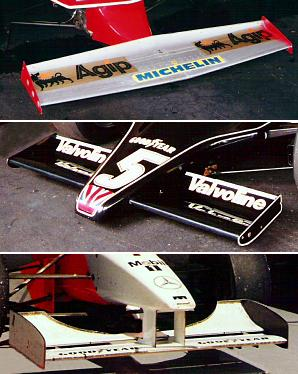
سه سبک مختلف از باله‌های جلو از سه دوره مختلف فرمول یک، که همگی برای ایجاد نیروی رو به پایین در قسمت جلویی خودروهای مسابقه مربوطه طراحی شده‌اند. از بالا به پایین: فراری ۳۱۲تی۴ (۱۹۷۹)، لوتوس ۷۹ (۱۹۷۸)، مک‌لارن ام‌پی۱۱/۴ (۱۹۹۶)

نیروی رو به پایین یا داون‌فورس (به انگلیسی: Downforce) یک نیروی بالابر رو به پایین است که توسط ویژگی‌های آیرودینامیکی یک وسیله نقلیه ایجاد می‌شود. اگر وسیله نقلیه یک خودرو است، هدف از نیروی رو به پایین این است که با افزایش نیروی عمودی روی لاستیک‌ها به خودرو اجازه دهد سریع‌تر حرکت کند و در نتیجه چسبندگی بیشتری ایجاد کند. اگر وسیله نقلیه یک هواپیمای بال ثابت باشد، هدف از نیروی رو به پایین روی پایدارکننده افقی و حفظ پایداری طولی و اجازه دادن به خلبان برای کنترل هواپیما در زمین است.

## اصول بنیادی
همان اصلی که اجازه می‌دهد با ایجاد بالابر از بال‌هایش از زمین بلند شود، برای اعمال نیرویی که خودروی مسابقه را روی سطح پیست فشار می‌دهد، به صورت معکوس استفاده می‌شود. این اثر به عنوان «گیرش آیرودینامیکی» شناخته می‌شود و از «گیرش مکانیکی» که تابعی از جرم، لاستیک‌ها و سیستم تعلیق خودرو است متمایز می‌شود. ایجاد نیروی رو به پایین توسط دستگاه‌های غیرفعال تنها با بهای افزایش پسار آیرودینامیکی (یا اصطکاک) قابل دستیابی است، و تنظیم بهینه تقریباً همیشه یک مصالحه بین این دو است.
تنظیمات آیرودینامیک برای یک خودرو بسته به طول مسیرهای مستقیم و انواع پیچ‌ها می‌تواند به طور قابل توجهی بین مسیرهای مسابقه متفاوت باشد. از آنجایی که تابعی از جریان هوا بر روی و زیر خودرو است، نیروی رو به پایین با مجذور سرعت خودرو افزایش می‌یابد و به حداقل سرعت معینی نیاز دارد تا اثر قابل توجهی ایجاد کند. برخی از خودروها آیرودینامیک نسبتاً ناپایداری داشته‌اند، به طوری که یک تغییر جزئی در زاویه حمله یا ارتفاع وسیله نقلیه می‌تواند باعث تغییرات زیادی در نیروی رو به پایین شود. در بدترین موارد، این امر می‌تواند باعث شود که ماشین به سمت بالا متمایل شود تا نیروی رو به پایین؛ به عنوان مثال، با عبور از روی یک دست انداز در یک مسیر یا جریان پس‌رو از روی یک باله: این می‌تواند عواقب فاجعه باری داشته باشد، مانند مرسدس-بنز سی‌ال‌آر با رانندگان مارک وبر و پیتر دامبرک در مسابقه ۲۴ ساعته لمانز ۱۹۹۹، که پس از تعقیب خودروی رقیب، به طرز چشمگیری خودرو به سمت بالا ۵۰ متر پرواز کرد و واژگون شد.
دو جزء اصلی یک خودرو مسابقه را می‌توان برای ایجاد نیروی رو به پایین در هنگام حرکت خودرو با سرعت مسابقه استفاده کرد:
- شکل بدنه و
- استفاده از ماهی‌واره‌ها.

اکثر فرمول‌های مسابقه ممنوعیتی برای دستگاه‌های آیرودینامیک دارند که می‌توان آن‌ها را در طول مسابقه تنظیم کرد، به جز در پیت استاپ‌ها نمی‌توان تنظیم کرد.

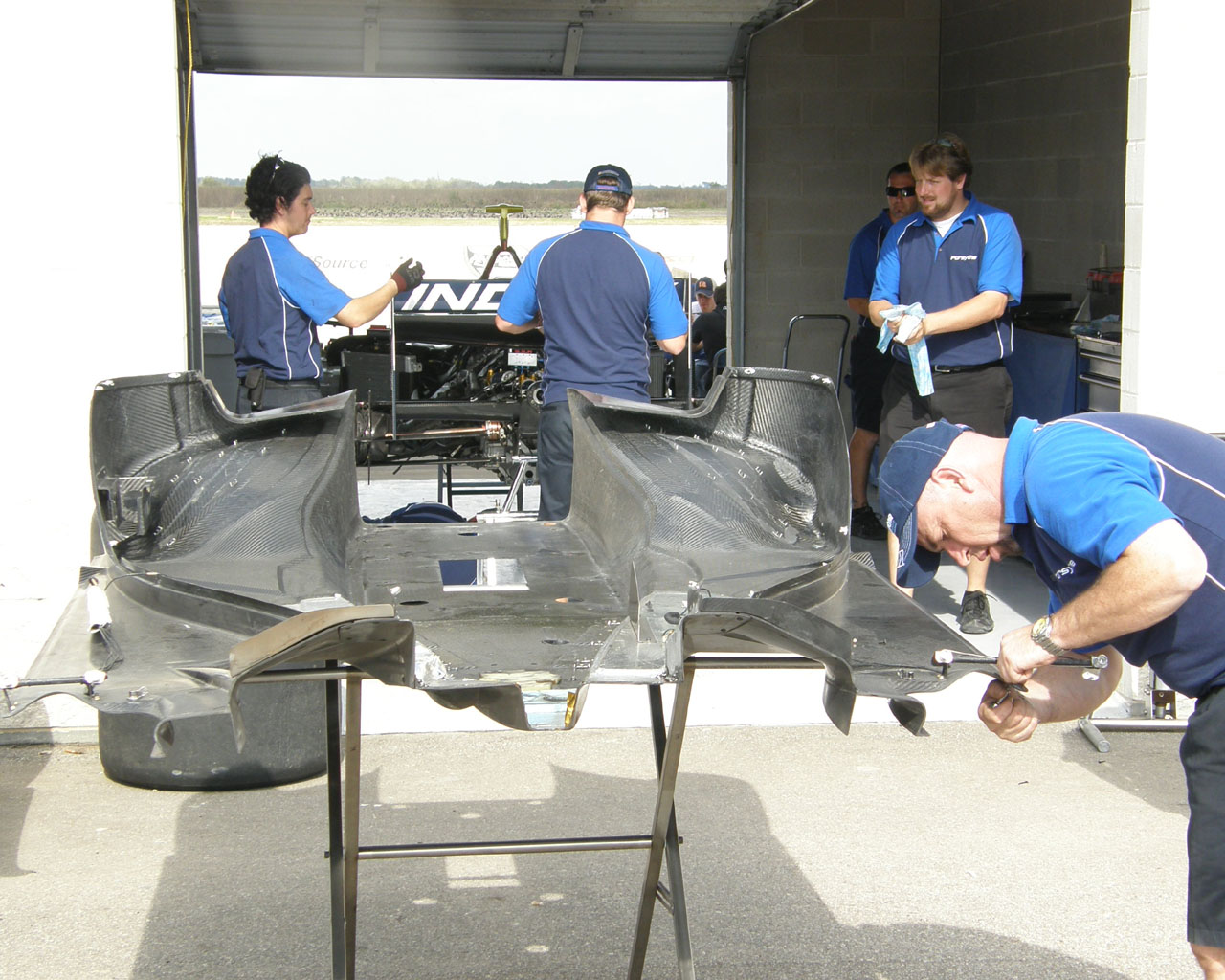
کف پلیمر تقویت‌شده با الیاف کربن پانوز دی‌پی۰۱ سری جهانی ماشین قهرمان با طراحی پیچیده آیرودینامیکی

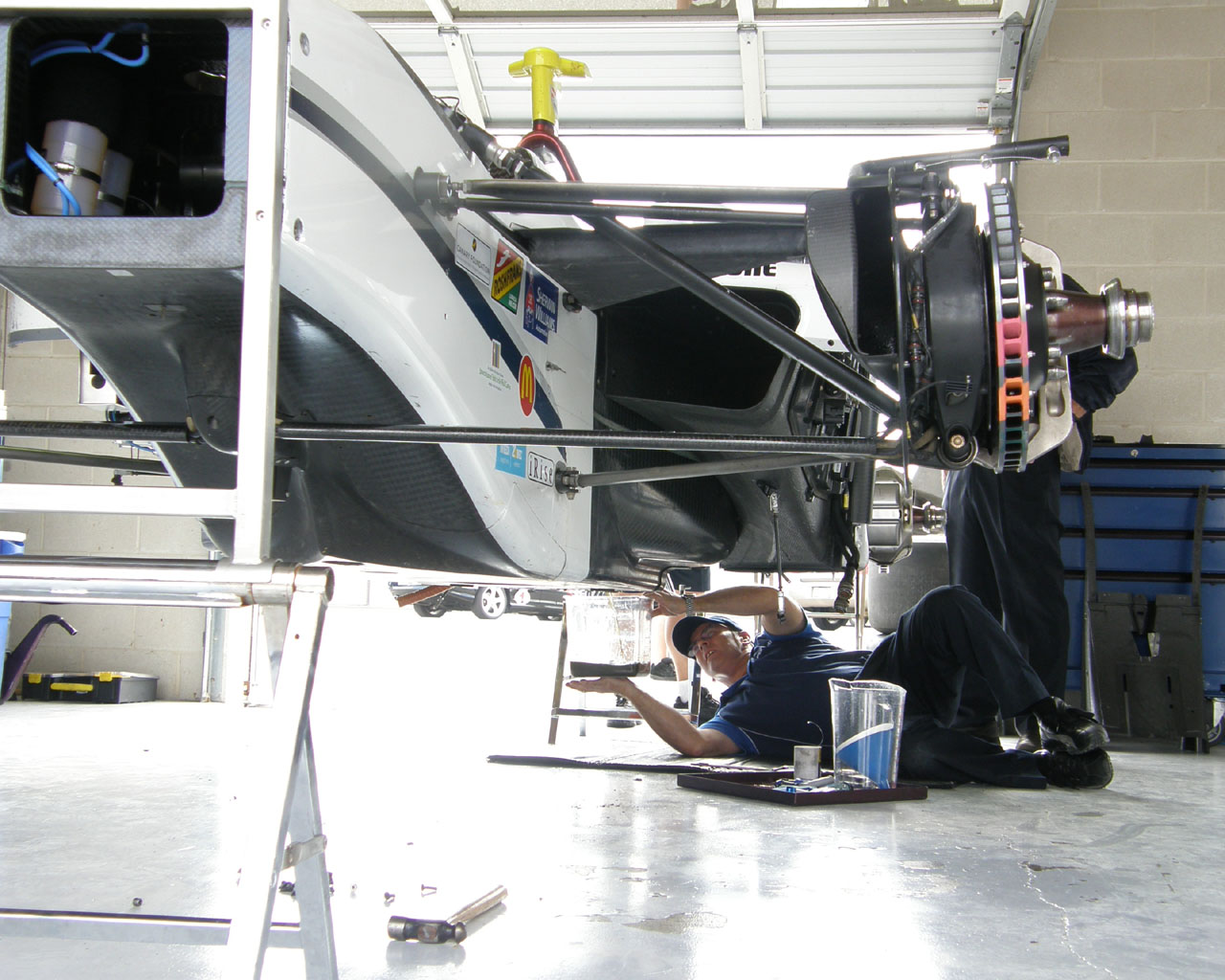
منحنی‌های زیرین پانوز پانوز دی‌پی۰۱ سری جهانی ماشین قهرمان

نیروی رو به پایین اعمال شده توسط یک باله معمولاً به عنوان تابعی از ضریب برآر آن بیان می‌شود:
{\displaystyle F=-C_{L}{\frac {1}{2}}\rho v^{2}A}
اینجا:
- F نیروی رو به پایین است (یکای SI: نیوتن)
- CL ضریب برآر است
- ρ چگالی هوا است (یکای SI: kg/m3)
- v سرعت برداری است (یکای SI: m/s)
- A مساحت بال است (یکای SI: متر مربع)، که در صورت استفاده از پایه ناحیه بال بالا برای CL، که به طول بازه بال و وتر آن در صورت استفاده از پایه ناحیه جلویی بستگی دارد، یا به طول بال و ضخامت بال در صورت استفاده از ناحیه جلویی در محدوده خاصی از شرایط عملیاتی و زمانی که بال متوقف نمی‌شود، ضریب بالابر مقدار ثابتی دارد: سپس نیروی رو به پایین با مجذور سرعت هوا متناسب است.

در محدوده خاصی از شرایط عملیاتی و زمانی که بال متوقف نمی‌شود، ضریب بالابر مقدار ثابتی دارد: سپس نیروی رو به پایین با مجذور سرعت هوا متناسب است.
در آیرودینامیک، معمولاً از ناحیه پیش‌بینی شده از بالا به عنوان سطح مرجع برای تعیین ضریب بالابر استفاده می‌شود.

## بدنه
شکل گرد و مخروطی بالای خودرو به گونه‌ای طراحی شده است که هوا را برش داده و مقاومت باد را به حداقل برساند. می‌توان قطعات جزئی بدنه را در بالای خودرو اضافه کرد تا جریان صاف هوا به عناصر ایجاد کننده نیروی رو به پایین برسد (به عنوان مثال، بال یا باله، و تونل‌های زیر بدنه).
شکل کلی ماشین شبیه بال هواپیما است. تقریباً تمام خودروهای جاده‌ای در نتیجه این شکل، بالابر آیرودینامیکی تولید می‌کنند. تکنیک‌های زیادی برای متعادل کردن این بالابر استفاده می‌شود. با نگاهی به مشخصات بیشتر خودروهای جاده‌ای، سپر جلو کمترین فاصله را از سطح زمین دارد و به دنبال آن قسمت بین لاستیک‌های جلو و عقب قرار دارد و به دنبال آن سپر عقب معمولاً با بالاترین فاصله قرار دارد. با استفاده از این طرح، هوای جاری در زیر سپر جلو به سطح مقطع کمتری منقبض می‌شود و در نتیجه فشار کمتری حاصل می‌شود. نیروی رو به پایین اضافی از چنگک (یا زاویه) بدنه خودرو می‌آید که هوای زیرین را به سمت بالا هدایت می‌کند و نیروی رو به پایین ایجاد می‌کند و فشار را در بالای خودرو افزایش می‌دهد زیرا جهت جریان هوا به عمود بر سطح نزدیک می‌شود. حجم بر فشار هوا تأثیر نمی‌گذارد، زیرا علیرغم تصور غلط رایج، حجم محصور نیست. خودروهای مسابقه این اثر را با اضافه کردن یک دیفیوزر عقب برای شتاب بخشیدن به هوا در زیر خودرو در جلوی دیفیوزر تقویت می‌کنند و فشار هوای پشت آن را افزایش می‌دهند و حرکت خودرو را کاهش می‌دهند. سایر اجزای آیرودینامیکی که در قسمت زیرین برای بهبود نیروی رو به پایین و/یا کاهش درگ یافت می‌شوند، عبارتند از اسپلیتر و مولدهای گرداب.
برخی از خودروها مانند دلتاوینگ بال ندارند و تمام نیروی رو به پایین خود را از طریق بدنه خود ایجاد می‌کنند.

## ماهی‌واره (اِیرفُویل)
بزرگی نیروی رو به پایین ایجاد شده توسط بال‌ها یا اسپویلرها در یک خودرو در درجه اول به سه چیز بستگی دارد:
- شکل، از جمله سطح، نسبت اندازه بال و سطح مقطع دستگاه،
- جهت‌گیری دستگاه (یا زاویه حمله) و
- سرعت وسیله نقلیه.

مساحت سطح بزرگ‌تر نیروی رو به پایین و نیروی پسار. بیشتر ایجاد می‌کند. نسبت اندازه بال عرض ایرفویل تقسیم بر وتر آن است. اگر بال مستطیلی نباشد، نسبت اندازه بال AR=b2/s، نوشته می‌شود که در آن AR=نسبت اندازه بال، b=طول و s=مساحت بال می‌باشد. همچنین زاویه حمله (یا شیب) بیشتر بال یا اسپویلر، نیروی رو به پایین بیشتری ایجاد می‌کند که فشار بیشتری به چرخ‌های عقب وارد می‌کند و کشش بیشتری ایجاد می‌کند.

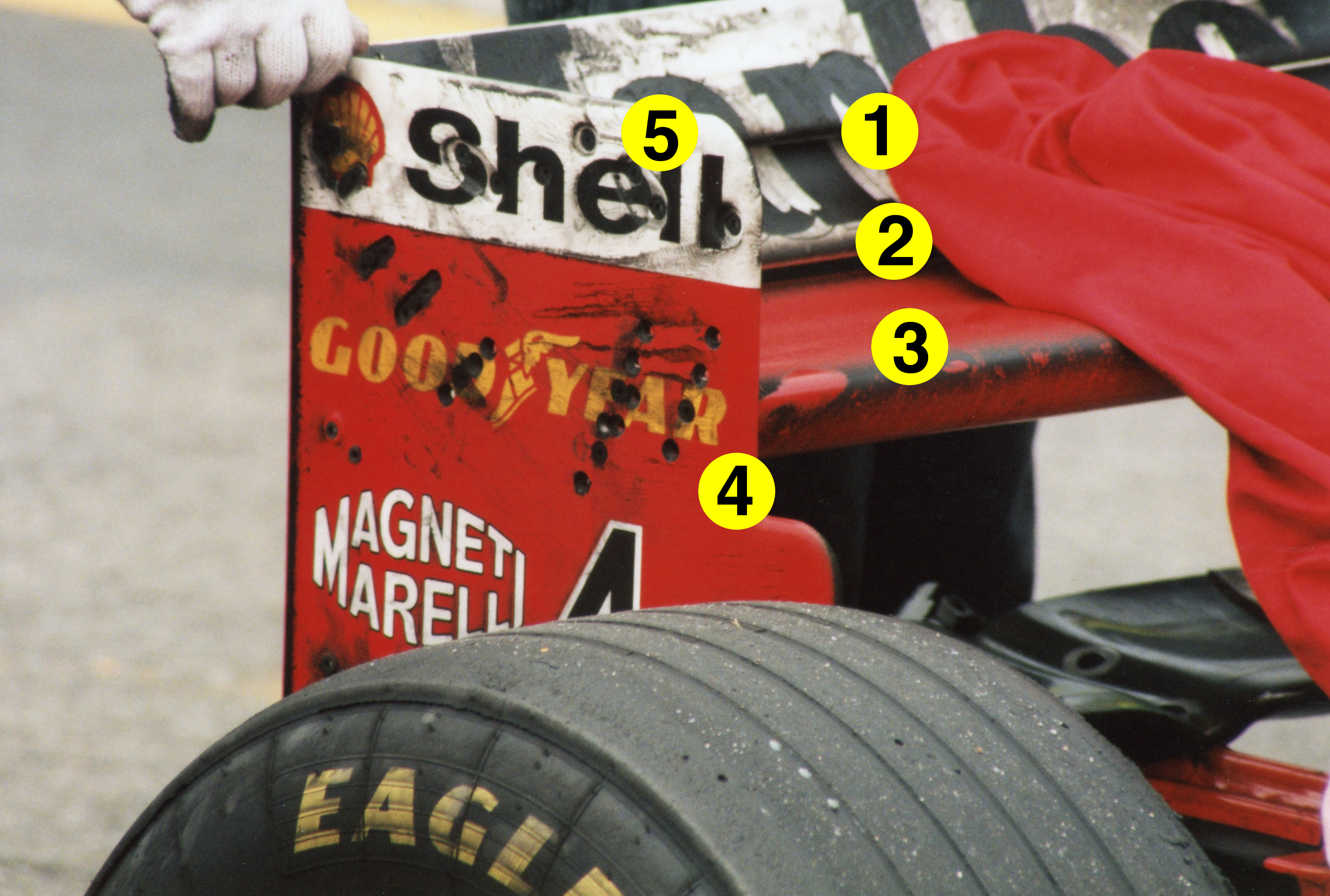
بال عقب یک خودروی فرمول یک مدل ۱۹۹۸، با سه عنصر آیرودینامیک (۱، ۲، ۳). ردیف سوراخ‌ها برای تنظیم زاویه حمله (۴) و نصب یک عنصر دیگر (۵) روی صفحه انتهایی بال قابل مشاهده است.

### جلو
عملکرد ماهی‌واره‌های جلوی خودرو دوگانه است. آنها نیروی رو به پایین ایجاد می‌کنند که چسبندگی لاستیک‌های جلو را افزایش می‌دهد و همچنین جریان هوا را به بقیه خودرو بهینه می‌کند (یا اختلال را به حداقل می‌رساند). بال‌های جلو در یک خودروی چرخ‌باز با جمع‌آوری داده‌ها از مسابقه به مسابقه دیگر دستخوش تغییرات دائمی می‌شوند و برای هر ویژگی یک مدار خاص سفارشی می‌شوند (عکس‌های بالا را ببینید). در بیشتر سری‌ها، بال‌ها حتی برای تنظیم در طول مسابقه در زمان سرویس‌دهی خودرو طراحی شده‌اند.

### عقب
جریان هوا در عقب خودرو تحت تأثیر بال‌های جلو، چرخ‌های جلو، آینه‌ها، کلاه ایمنی راننده، غلاف‌های جانبی و اگزوز است. این امر باعث می‌شود که بال عقب از نظر آیرودینامیکی کمتر از بال جلو کارایی داشته باشد، با این حال، به دلیل اینکه باید بیش از دو برابر بیشتر از بال‌های جلو نیروی رو به پایین ایجاد کند تا هندلینگ برای تعادل خودرو حفظ شود، بال عقب معمولاً دارای یک نیروی بسیار بزرگتر است. نسبت اندازه بال و اغلب از دو یا چند عنصر برای ترکیب مقدار نیروی رو به پایین ایجاد شده استفاده می‌کند. مانند بال‌های جلو، هر یک از این عناصر اغلب می‌توانند هنگام سرویس‌دهی ماشین، قبل یا حتی در طول مسابقه تنظیم شوند و مورد توجه و اصلاح دائمی قرار می‌گیرند.

### باله در مکان‌های غیر معمول
تا حدودی در نتیجه قوانینی که با هدف کاهش نیروی رو به پایین از بال‌های جلو و عقب خودروهای فرمول یک صورت می‌گیرد، چندین تیم به دنبال یافتن مکان‌های دیگری برای قرار دادن بال‌ها بوده‌اند. بال‌های کوچکی که در پشت پایه‌های کناری خودروها نصب شده بودند، در اواسط سال ۱۹۹۴ ظاهر شدند و تقریباً در تمام خودروهای فرمول یک به هر شکلی استاندارد بودند، تا اینکه در سال ۲۰۰۹ همه این دستگاه‌ها غیرقانونی شدند. بال‌های دیگر در موارد مختلف ظاهر شدند مکان‌هایی در مورد خودرو، اما این تغییرات معمولاً فقط در مدارهایی استفاده می‌شوند که نیروی رو به پایین بیشتر به دنبال آن هستند، به ویژه در پیست‌های مسابقه پرپیچ و خم مجارستان و موناکو.
مک‌لارن مرسدس ام‌پی۱۰/۴ در سال ۱۹۹۵ یکی از اولین خودروهایی بود که دارای «بال میانی» بود و از یک حفره در مقررات برای نصب بال در بالای درب موتور استفاده کرد. این ترتیب از آن زمان توسط هر تیمی در یک زمان یا آن زمان مورد استفاده قرار گرفته است و در جایزه بزرگ موناکو ۲۰۰۷ همه به جز دو تیم از آن استفاده کردند. این بال‌های میانی را نباید با دوربین‌های رول‌هوپی که هر خودرو به صورت استاندارد در همه مسابقات حمل می‌کند، یا با کنترل‌کننده‌های جریان به شکل شاخ گاو که برای اولین بار توسط مک‌لارن و از آن به بعد توسط بی‌ام‌و ساوبر استفاده شد، اشتباه گرفت، که وظیفه اصلی آن صاف کردن است و جریان هوا را به منظور مؤثرتر کردن بال عقب به جای ایجاد نیروی رو به پایین هدایت می‌کند.
یک تغییر در این موضوع «بال‌های ایکس» بود، بال‌های بلندی که در جلوی بال‌های کناری نصب شده بودند که از سوراخی مشابه با بال‌های میانی استفاده می‌کردند. این‌ها اولین بار توسط تایرل در سال ۱۹۹۷ مورد استفاده قرار گرفت و آخرین بار در سال ۱۹۹۸ در جایزه بزرگ سن مارینو استفاده شد که در آن زمان فراری، ساوبر، جردن و دیگر خودروسازان از چنین ترتیبی استفاده کرده بودند. با این حال، تصمیم گرفته شد که با توجه به مانعی که در هنگام سوخت‌گیری ایجاد می‌کنند و خطری که در صورت واژگونی خودرو برای راننده ایجاد می‌کنند، باید ممنوع شوند. (شایع است که برنی اکلستون آن‌ها را در تلویزیون بسیار زشت می‌دید و بنابراین آن‌ها را ممنوع کرد).
بال‌های اضافی مختلف گاهی آزمایش شده‌اند، اما امروزه بیشتر متداول است که تیم‌ها به دنبال بهبود عملکرد بال‌های جلو و عقب با استفاده از کنترل‌کننده‌های جریان مختلف مانند «شاخ‌های گاو (bull-horns)» ذکر شده در بالا باشند؛ توسط مک‌لارن استفاده شده است.